# Schrijvende vrouw in het geel
Schrijvende vrouw in het geel is een schilderij uit 1662-1665 van de Delftse kunstschilder Johannes Vermeer (1632-1675). Het is in het bezit van de National Gallery of Art in Washington.

## Beschrijving
Op het schilderij is een schrijvende vrouw afgebeeld. Haar enigszins afwezige, maar tedere blik is echter gericht op de kijker (of de schilder). Meer dan in zijn meeste andere schilderijen heeft Vermeer veel aandacht besteed aan het uitwerken van het gezicht van zijn model. Het gezicht van de vrouw neemt ook de centrale plaats binnen de compositie in. Vele kunstcritici vermoedden daarom dat Vermeer hier zijn vrouw Catharina heeft geportretteerd. Het geel satijnen jasje met de afzetting van bont komt in nog vijf andere werken van Vermeer terug en stond ook op de inventarislijst van Vermeers bezittingen na zijn dood. De kromme neus en de enigszins samengeperste lippen van de vrouw doen erg denken aan de afgebeelde vrouw in Vrouw met waterkan.
De gebruikelijke aandacht van Vermeer voor een uitgebalanceerde compositie is ook in Schrijvende vrouw in het geel goed te zien. Zo loopt de vouw van het opgerolde blauwfluwelen tafelkleed parallel met de op de tafel rustende arm van de vrouw. Deze diagonaal komt ook weer terug in de stoel. De gele linten van het parelsnoer op de tafel volgen de contouren van de uitgestrekte hand. Het grote donkere vlak van het stilleven met de muziekinstrumenten aan de muur vestigt de aandacht van de kijker op de schrijfactiviteit van de vrouw.
Een mogelijke inspiratie voor Vermeer kan het schilderij De briefschrijfster uit 1655 van Gerard ter Borch (1617-1681) zijn geweest.

## Eigenaren

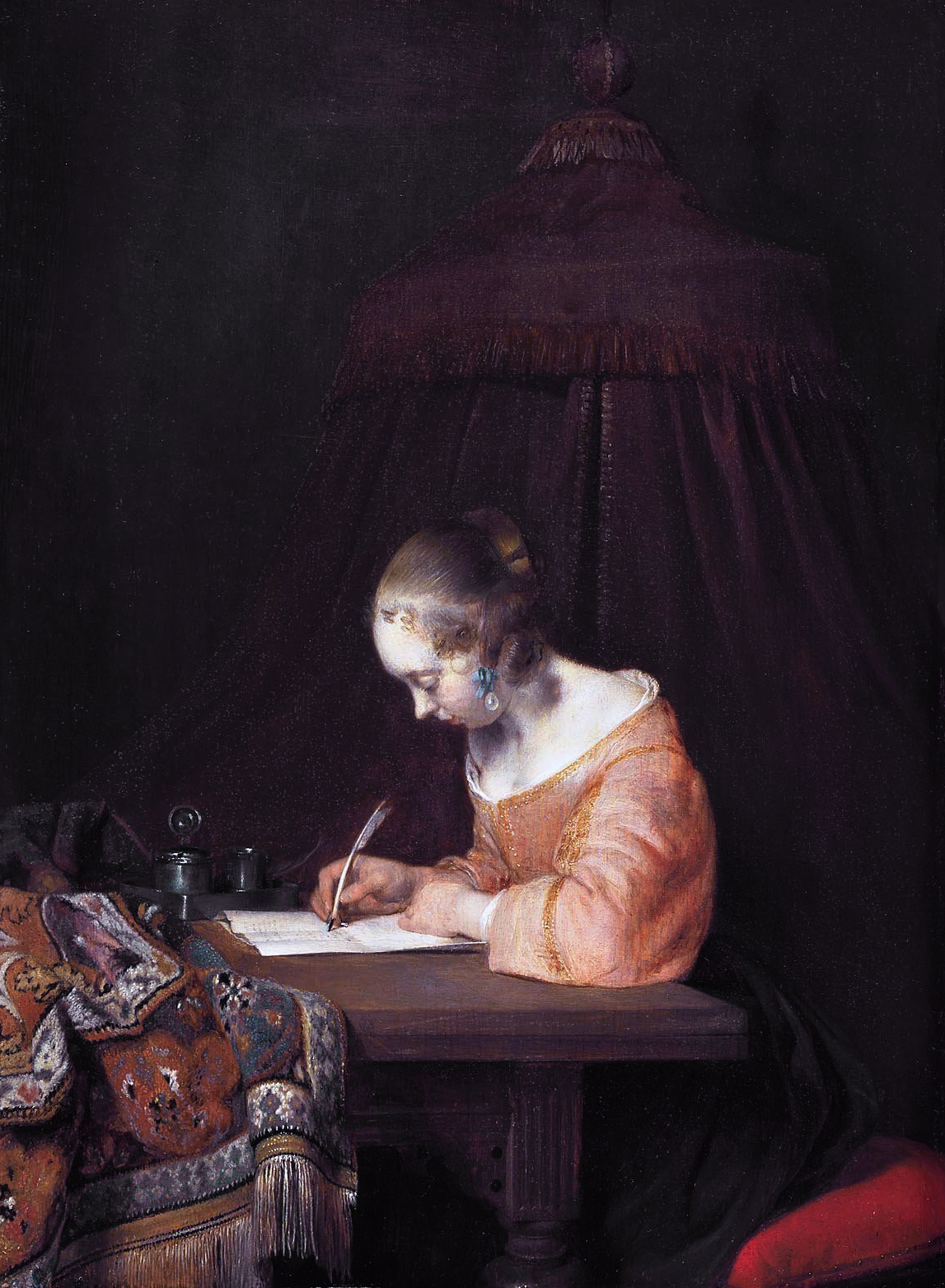
De Briefschrijfster van Gerard ter Borch.

Net als vele andere schilderijen van Johannes Vermeer kwam Schrijvende vrouw in het geel in het bezit van Vermeers mecenas Pieter van Ruijven (1624-1674). Het maakte deel uit van de kunstverzameling van diens schoonzoon Jacob Dissius († 1695) en werd in 1696 geveild in Amsterdam. Tot begin negentiende eeuw bleef het werk in handen van verschillende Nederlandse eigenaren totdat het in 1827 werd gekocht door de Belgische politicus François de Robiano (1778-1836). In 1907 kocht de Amerikaanse bankier John Pierpont Morgan (1837-1913) het schilderij. In 1946 verwierf de Amerikaanse kunstverzamelaar Horace Havemeyer (1886–1956) Schrijvende vrouw in het geel. Diens erfgenamen schonken het werk in 1962 aan de National Gallery of Art.
Diana en haar nimfen · Christus in het huis van Martha en Maria · De koppelaarster · Slapend meisje · Brieflezend meisje bij het venster · Het straatje · De soldaat en het lachende meisje · Het melkmeisje · Het glas wijn · Dame en twee heren · Onderbreking van de muziek · Gezicht op Delft · De muziekles · Brieflezende vrouw in het blauw · Vrouw met weegschaal · Vrouw met waterkan · De luitspeelster · Vrouw met parelsnoer · Schrijvende vrouw in het geel · Meisje met de rode hoed · Meisje met de parel · Het concert · Allegorie op de schilderkunst · Meisjeskopje · Dame en dienstbode · De astronoom · De geograaf · De kantwerkster · De liefdesbrief · De gitaarspeelster · Schrijvende vrouw met dienstbode · Allegorie op het geloof · Staande virginaalspeelster · Zittende virginaalspeelster
Omstreden toeschrijvingen: Sint Praxedis · Zittende vrouw aan het virginaal · Meisje met de fluit